# Усадьба Долгова — Жемочкина
Уса́дьба Долго́ва — Же́мочкина  — московская усадьба, возведённая в 1770-х годах, предположительно под руководством Василия Баженова. Здание пострадало во время пожара 1812-го и было реконструировано в ампирных формах при участии Осипа Бове. Со второй половины XX века комплекс занимает Институт Латинской Америки РАН.

## Строительство и использование
В XVIII веке участок на Большой Ордынке в приходе храма иконы Богородицы «Всех Скорбящих Радость» принадлежал купцу Афанасию Долгову. Главное здание усадьбы, располагавшееся в глубине двора, было выстроено в 1770-х годах на основе сводчатого подклета более ранних палат. Трёхэтажный особняк выполнили в классицистических формах, его фасад разделили лопатками. Предположительно, автором выступал архитектор Василий Баженов, являвшийся родственником владельца. Эта теория связана с рисунком в альбомах партикулярных строений Матвея Казакова, где здание украшено рельефом в виде гирлянд — характерным приёмом архитектора. Однако некоторые исследователи считают авторство Баженова сомнительным.
В конце XVIII — начале XIX века усадьбу фланкировали тремя дополнительными корпусами. Два из них заняли южную часть территории и визуально соединялись с северным флигелем оградой вдоль красной линии улицы. Предположительно, в правое южное строение включили более раннюю застройку. Позднее здания неоднократно перестраивали. Так, вскоре северную одноэтажную пристройку, изначально использовавшуюся под конюшни, реконструировали в хозяйственные помещения.
Усадьба Долгова сильно обгорела во время московского пожара 1812-го. Согласно сохранившимся планам того периода, особняк реконструировали в 1817—1822 годах при участии архитектора Осипа Бове. Фасады получили ампирное оформление с чётким ярусным разделением карнизами. Центр дома акцентировали ионическим портиком, антаблемент и тимпан которого декорировали лепниной. Сзади особняк представлен двумя объёмными ризалитами с арочными окнами, с этой же стороны обустроили открытую террасу со спуском в парк, ликвидированную позднее.
В середине XIX века особняк выкупил заводчик Иван Петрович Жемочкин. По некоторым данным, именно при нём вдоль красной линии улицы возвели ограду, сходную в оформлении с главным домом. Так, фриз въездных пилонов декорировали лепниной, идентичной рельефу центрального портика. В 1880-х годах южный флигель перестроили, его интерьеры переоформили под руководством архитектора Василия Барова.
В начале XX века главный корпус имения арендовала 3-я женская гимназия, где среди прочих учились внучки хозяина дома. Семья Жемочкина переехала в большой жилой флигель в южной части усадьбы. После Октябрьской революции особняк национализировали и переоборудовали под коммунальные квартиры. Бывшие владельцы проживали в нескольких комнатах пристройки вплоть до 1918-го. В 1960-х годах комплекс передали в ведение Министерства культуры, признав объектом культурного наследия. В этот период провели реставрацию, в которой участвовал архитектор Дмитрий Николаевич Кульчинский. Под его началом раскрыли отдельные элементы конца XVIII века, полностью соответствующие рисункам в альбомах Казакова. Благодаря находкам исследователи установили, что во время реконструкции Бове здание не было перестроено и сохранило оригинальные стены и часть перекрытий. Внутри главного дома частично воссоздали первоначальное убранство, но в ходе приспособления изменили планировку. Обнаруженные элементы нижних этажей флигелей отремонтировали и включили в современный облик строения. По сохранившимся остаткам восстановили обветшалые пилоны парадных ворот, демонтированные ранее. Корпус в северной части территории объединили с главным зданием и надстроили.
Во второй половине XX века снесли один из южных корпусов для возведения нового более высокого дома, работы были приостановлены городскими властями, но прежние формы зданию так и не вернули. Из-за строительства станции метрополитена «Третьяковская» правый южный флигель снесли в 1982 году, на его месте возвели более массивный новострой, который позднее арендовал ресторан «Макдональдс».
После ремонта комплекс занял Институт востоковедения РАН, позднее — Институт Латинской Америки РАН. При организации действует библиотека, насчитывающая более 80 тысяч томов. В здании регулярно проходят научные симпозиумы, открытые лекции и семинары.